# Ruud Stokvis
Rudolf "Ruud" Stokvis (ur. 24 kwietnia 1943 w Amsterdamie) – holenderski wioślarz, brązowy medalista olimpijski, następnie wykładowca akademicki.

## Kariera
Wystąpił w dwójkach bez sternika na igrzyskach olimpijskich w Meksyku w 1968, gdzie Holendrzy awansowali do Finału A. Wyścigu finałowego jednak nie ukończyli. Na rozgrywanych cztery lata później igrzyskach olimpijskich w Monachium wspólnie z Roelem Luynenburgiem zdobył brązowy medal w tej samej konkurencji. W finale o 5,54 sekundy pokonała ich osada NRD, a o 1,64 sekundy wyprzedzili ich Szwajcarzy.
Wspólnie z Luynenburgiem, Maartenem Kloostermanem i Erikiem Niehe wywalczył brązowy medal w czwórkach bez sternika na mistrzostwach świata w Bledzie (1966).
Stokvis ukończył studia z socjologii na Uniwersytecie Amsterdamskim, następnie uzyskał doktorat. Wykładał socjologię na Uniwersytecie Amsterdamskim, był też autorem kilku książek.